# Trda pšenica
Trda pšenica (znanstveno ime Triticum durum) je posebna vrsta pšenice, ki za rast potrebuje veliko toplote in tla, bogata s hranilnimi snovmi. Vsebuje veliko glutena. Najbolje uspeva na območjih s kratkimi, vročimi poletji (deli ZDA in nekdanje Sovjetske zveze), ter v Sredozemlju. 
Pridelava trde pšenice obsega samo približno 10 % pridelave vse pšenice.
Trda pšenica je potrebna za izdelavo testenin, kuskusa, ker se teh izdelkov prehrambene industrije ne da izdelati iz s škrobom bogate mehke pšenice ali pa je njihova kvaliteta slaba.